# Floro Bartolomeu
Floro Bartolomeu da Costa (Salvador, 17 de agosto de 1876 — Rio de Janeiro, 8 de março de 1926) foi um médico e político brasileiro, filho de Virgílio Bartolomeu da Costa e Carolina Costa.

## Biografia
Formado pela Faculdade de Medicina da Bahia em 1904, chegou ao Ceará em 1908, atraído pela mina de cobre de Coaxá, no município de Aurora, mas acabou fixando moradia em Juazeiro do Norte onde adquiriu uma farmácia e passou a atender a população, como médico e também como rábula.
Tornando-se amigo do padre Cícero Romão Batista, convenceu-o a ingressar na política, visto que o Vaticano suspendera suas ordens religiosas.

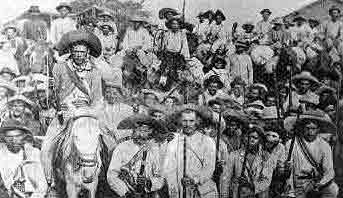
Jagunços de Floro Bartolomeu.

Em 1912, Marcos Franco Rabelo foi nomeado interventor do Ceará pelo presidente Hermes da Fonseca. Logo que assumiu o governo estadual, Rabelo tratou de minar o poder de Padre Cícero, destituindo-o da prefeitura de Juazeiro do Norte e ordenando sua prisão. Floro Bartolomeu, então, convocou os romeiros a se juntar a seus jagunços com o intuito de defender Padre Cícero. Enquanto isso, Floro foi para o Rio de Janeiro onde conseguiu o apoio do senador Pinheiro Machado.
A tropa juazeirense evitou a entrada das forças policiais de Franco Rabelo em Juazeiro e, em seguida, partiram para Fortaleza, para derrubar o governador. Com o apoio de Pinheiro Machado, Franco Rabelo foi deposto e Floro eleito deputado estadual, ocasião em que exerceu a presidência da Assembleia Legislativa. A revolta ficou conhecida como sedição de Juazeiro.
Em 1921, surgiu um boato de que os habitantes do Sítio Baixa Dantas estavam venerando um boi de Padre Cícero como a um deus. Para contornar a situação, Floro Bartolomeu ordenou que o boi fosse morto e o beato José Lourenço, líder do sítio, fosse preso.
Em 1925, o presidente da República Arthur Bernardes encarregou Floro Bartolomeu, na época deputado federal, de defender o Ceará dos ataques da coluna Prestes. Então, Floro montou o Batalhão Patriótico. Algum tempo depois da formação do batalhão, se espalhou a notícia de que a coluna Prestes tinha entrado em confronto com Lampião, em Pernambuco. Ao tomar conhecimento disso, Floro, usando o nome de Padre Cícero, sem que o sacerdote soubesse, convidou o cangaceiro a se incorporar ao Batalhão Patriótico para combater Prestes.

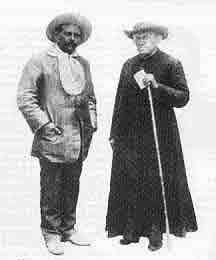
Floro Bartolomeu e Padre Cícero.

Lampião, que era devoto de Padre Cícero, aceitou o convite e partiu para Juazeiro, mas não encontrou Floro, que havia viajado para o Rio de Janeiro por motivos de saúde. Padre Cícero ficou perplexo quando soube que Lampião estava em Juazeiro para servi-lo. Ao encontrar Lampião e seu bando, Padre Cícero os aconselhou a abandonar o cangaço e lhes deu rosários de presente, com a condição de que só usassem depois de abandonar o cangaço.
Os cangaceiros deixaram Juazeiro, mas antes Lampião recebeu a patente de capitão do Batalhão Patriótico das mãos de Pedro de Albuquerque Uchoa, funcionário público e integrante do batalhão. Os bandos de Lampião e o de Prestes nunca se encontraram.

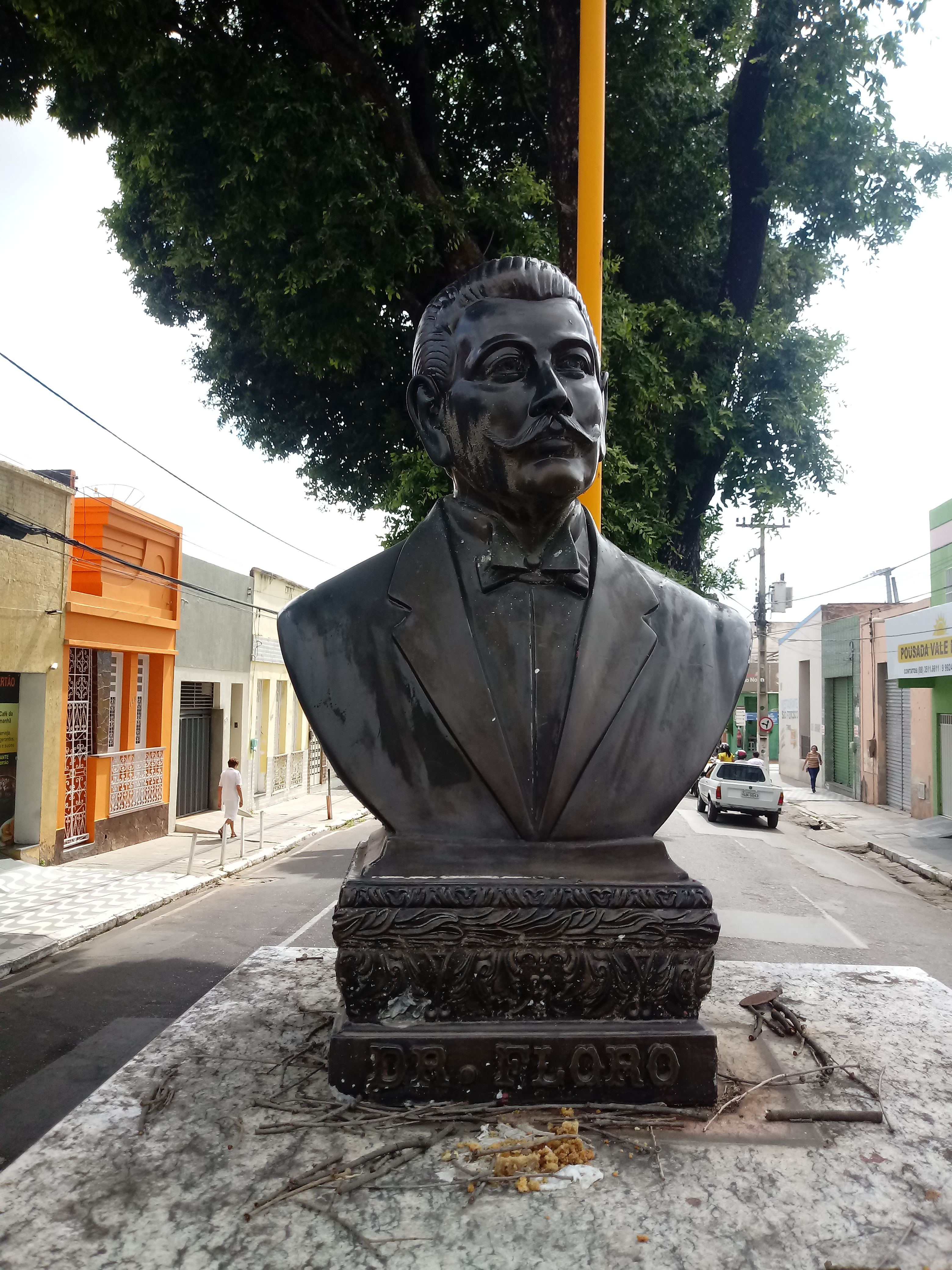
Busto numa rua de Juazeiro do Norte.

Em 1926, Floro Bartolomeu faleceu, solteiro e pobre, na capital federal, vítima de angina. Era, na ocasião, general honorário do Exército e deputado federal. Foi enterrado no Cemitério São João Batista (Rio de Janeiro)  com as honras de seu posto militar.

## Homenagens
- Uma rua em Fortaleza foi nomeada em homenagem ao médico.[12]
- Uma rua em Juazeiro do Norte foi nomeada em homenagem ao médico.[13]